# Dominique Iogna-Prat
Dominique Iogna-Prat, né en 1952, est un historien français, spécialiste d'histoire médiévale.

## Biographie
Dominique Iogna-Prat a réalisé sa thèse à l'université Paris-X, sous la direction de Pierre Riché, sur les sources hagiographiques relatives à saint Maïeul, abbé de Cluny. Ses travaux ultérieurs ont porté sur l'abbaye de Cluny, notamment sur la mémoire des origines et l'ecclésiologie de l'abbaye entre le Xe et le XIIe siècle. Il a réalisé son Habilitation à diriger des recherches (HDR) sur les écrits de l'abbé de Cluny Pierre le Vénérable (1122-1156), en particulier sur les textes relatifs à l'Islam, au judaïsme et à l'hérésie. Il y montre comment Pierre le Vénérable, à un moment de remise en ordre de l'Église clunisienne, redéfinit Cluny, l'Église et la société.
Longtemps rattaché comme chargé de recherche au CNRS au centre d'études médiévales d'Auxerre, il est aujourd'hui directeur de recherche au CNRS et depuis 2011, directeur d'études à l'École des hautes études en sciences sociales (EHESS), membre et directeur du CéSor.
En 2008, il reçoit la médaille d'argent du CNRS.

## Publications
- Avec Éric Palazzo et Daniel Russo : Le culte de la Vierge dans la société médiévale, Paris, Beauchesne, 1996.
- Ordonner et exclure : Cluny et la société chrétienne face à l'hérésie, au judaïsme et à l'Islam, 1000-1150, Paris, Aubier, 1998.
- Études clunisiennes, Paris, Picard, 2002.
- Avec Brigitte-Miriam Bedos-Rezak, L'individu au Moyen Âge : individuation et individualisation avant la modernité, Paris, Aubier, 2005.
- La Maison Dieu : une histoire monumentale de l'Église au Moyen Age, v. 800-v. 1200, Paris, Le Seuil, 2006.
- Cité de Dieu, cité des hommes : l'Église et l’architecture de la société, Paris, Presses universitaires de France, 2016.
- La Maison commune des Modernes, entre traditions d'Église et utopies sociales (France, XIXe-XXe siècles), Paris, PUF, 2024.